# L'Absinthe
 L'Absinthe, conhecido em português como  O absinto ou O Copo de Absinto ou também No Café, é uma pintura de Edgar Degas ambientada no Café de la Nouvelle Athènes, Place Pigalle de París. Este era o café frequentado por Degas, mas depois de sua mocidade preferiu o Café Guerbois.

## Descrição
Pintado em 1875-1876, e originalmente chamado de Dans un café –No café–, a obra representa duas figuras, 
uma mulher e um homem, ambos estão no centro da pintura e à direita, respectivamente. O homem, de chapéu, olha para a direita, para fora do quadro. Enquanto que a mulher, vestida formalmente, olha de forma distraída para baixo. Uma taça cheia de absinto, que também nomeia o quadro, encontra-se em frente a ela. A mulher é Ellen André, atriz, e o homem é Marcellin Desboutin, pintor e gravador.
Os dois já estão embriagados pelo consumo de absinto, uma bebida alcoólica à base de 
Artemisia absinthium e de outras ervas, como o anis verde. Muito difundida entre a população dos países europeus da época e mais tarde proibida.
Degas buscou evidenciar a letargia do par por consequência da bebida, e não deixa de representar a marginalização e o isolamento, aludindo ao crescimento da isolação social em rápida expansão em  Paris. Degas pintou os sujeitos quase que separados sobre a superficie visual, surgindo um vazio em sua metade.
Estas pessoas aparecem completamente alienadas, e cada uma simboliza um estado de ânimo distinto. A atriz está absorta em seus pensamentos e o pintor fuma um cachimbo e olha com ceticismo para o café, que está fora da perspectiva.